# نقشه خاورمیانه ساموئل آگوستوس میشل

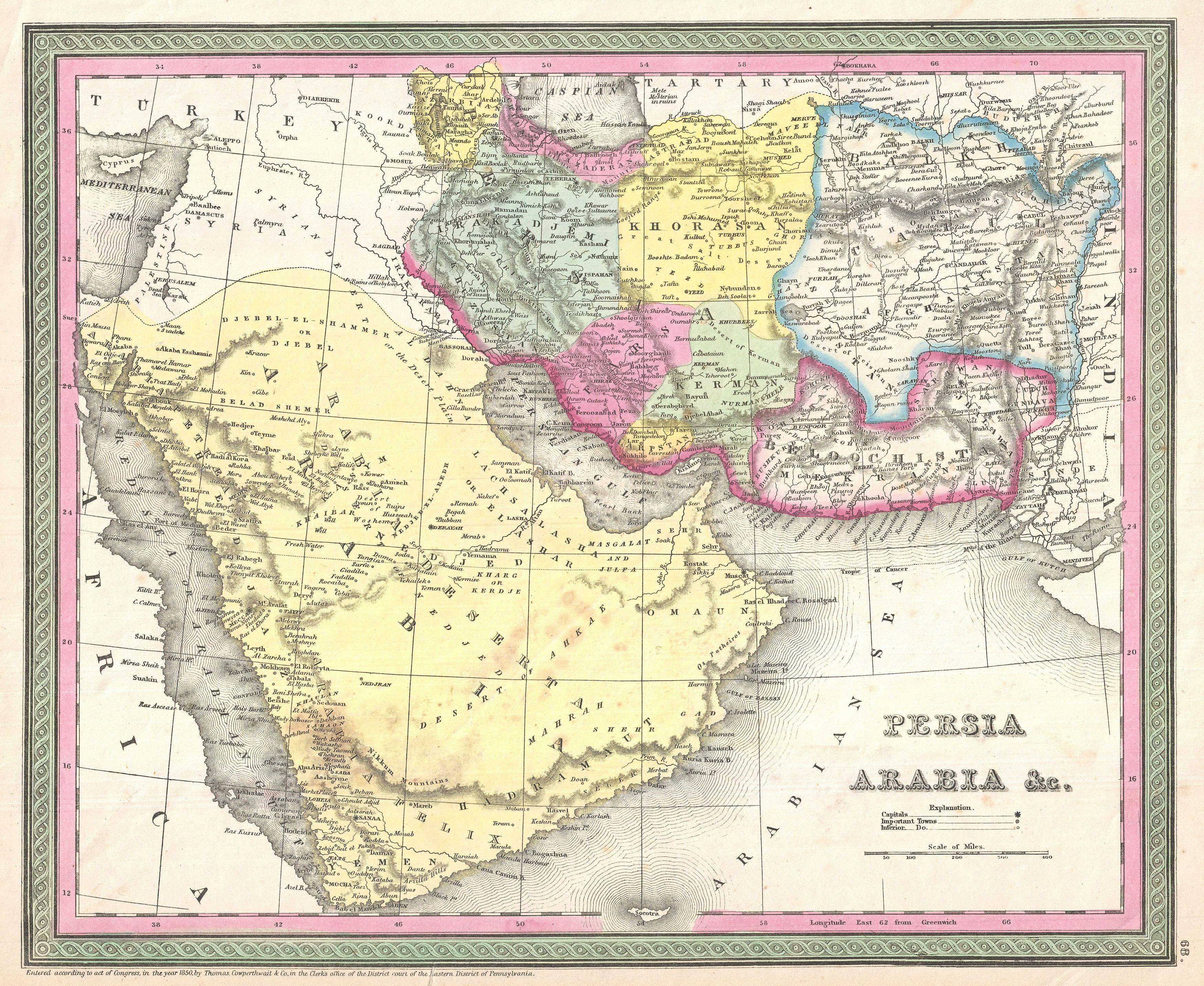

نقشه خاورمیانه ساموئل آگوستوس میشل نقشه قسمت عمده‌ای از خاورمیانه که شامل پرشیا (ایران)، شبه جزیره عربستان، کشور افغانستان، کشور بلوچستان و خلیج فارس (درنقشه Persian Gulf) می‌باشد. این نقشه به وسیله ساموئل آگوستوس میشل و در سال ۱۸۵۰ میلادی کشیده شده‌است. ولایت‌های ایران نیز در آن دوران که خوزستان، مازندران و گیلان، آذربایجان، عراق عجم، فارس، لارستان، کرمان و خراسان بوده‌اند با رنگ‌های مجزا رسم شده‌اند. در این نقشه رودهایی همانند کرخه، اترک و دیو رود (نام کنونی؟) و کوه‌هایی مثل رشته کوه البرز و الوند نمایان هستند. بسیاری از شهرها نیز با نام به روز آن عصر (مثل گمبرون و سلطانیه به ترتیب بندرعباس و زنجان) در نقشه درج شده‌اند.نکته قابل توجه در این نقشه این است که بلوچستان به عنوان یک کشور مستقل به تصویر کشیده شده است که به سلسله احمدزئی اشاره دارد.و نام عثمانی نیز ترکیه است که قدمت این نام را نشان میدهد.